# 良美建設

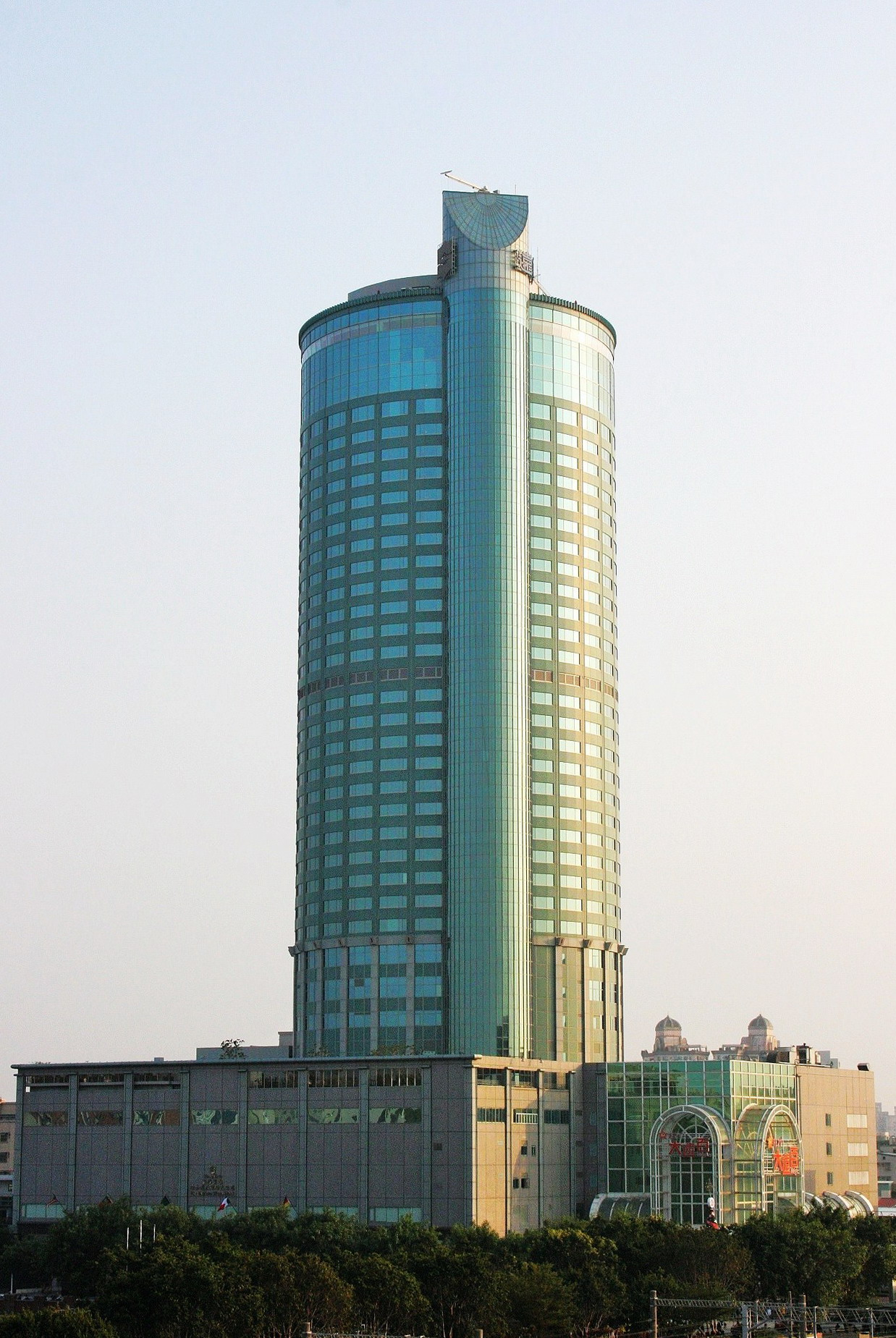
圖中大樓是遠東國際大酒店，地上38層，高152公尺，為良美建設之代表建案。

良美建設，全名良美建設股份有限公司，是臺南一家頗負盛名的建設公司，成立於1989年。在1990年代，良美建設在臺南都會區興建許多知名建設案，後因擴張過速，1994年發生財務危機，翌年宣告倒閉。

## 介紹

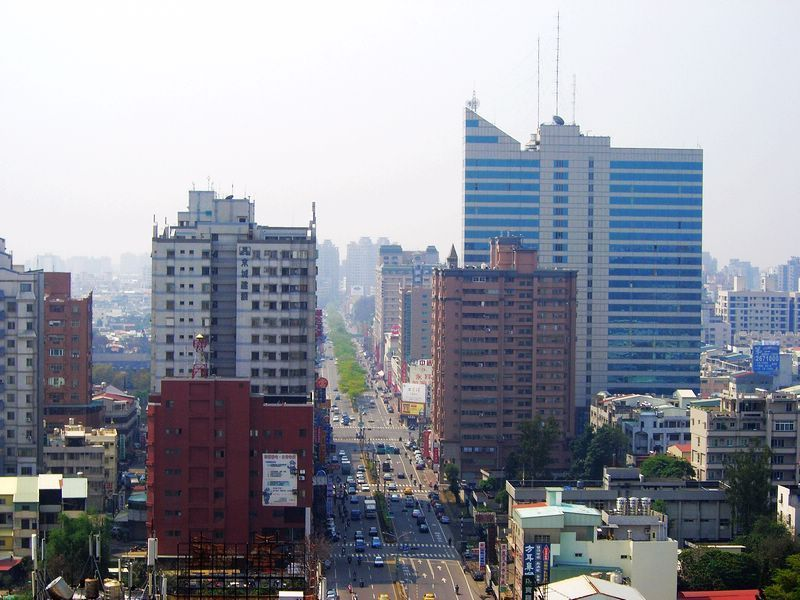
永康良美金三角大樓(即右側最高建物)，位於台南縣市交界，其後方為臺南市東區

良美建設公司的負責人戴初雄，以鋁門窗事業起家，後來與朋友合夥購買土地，再從事建築事業，適逢1980年代經濟景氣，成立「南府建設公司」，再於1989年10月12日擴張為「良美建設公司」。
良美建設最初的建案，是一處位於永康市（今永康區）臺南高工附近的四樓式透天店面，隨後陸續推出十幾層的大樓，良美金三角、經緯天廈、園中園、鼎林天廈、南府天廈、老爺官邸、良美巨星、文化天廈、慶茂大樓、良美町、良美御京鄉，是臺南都會區市景大規模出現大量體、高層建築之濫觴。
良美建設跨足百貨業，在臺南縣市交界的要道上開設良美百貨，是該地第一家百貨店。而位於永康的良美町商業大樓，除了辦公樓層，設電影院和保齡球館，為臺南縣第一幢合法的綜合商業大樓。
除此之外，良美建設更積極在臺南市中心、臺南車站旁建設臺南最高的大樓，該大樓的主體結構約於1994年興建完成。但良美建設無法再取得銀行貸款，資金週轉不靈，乃由遠東集團買下地下層至地上六樓的產權開設遠東百貨，其餘樓層由債權人獲得，良美建設才暫時得以紓困。
由於對外投資過鉅，加上遇上建築業不景氣，良美建設的財務為之吃緊。1993年7月，良美建設因關係企業三泰營造牽連，發生財務危機，為減輕債務壓力，積極出清存屋，良美百貨也於1994年7月歇業。1995年，良美建設資產陸續被臺南地方法院查封，良美建設宣告倒閉。2001年，遠東集團完全買下摩天大樓產權，將閒置多年的大樓重新進行飯店相關設施的工程與裝潢，即後來的香格里拉台南遠東國際大飯店。